# 10991 Dulov
10991 Dulov (1974 RY1) là một tiểu hành tinh vành đai chính được phát hiện ngày 14 tháng 9 năm 1974 bởi N. S. Chernykh ở Đài vật lý thiên văn Crimean.